# 瀬野川病院
医療法人せのがわ 瀬野川病院（いりょうほうじん せのがわ せのがわびょういん）は、広島県広島市安芸区にある医療機関。医療法人せのがわが運営する精神科病院である。広島県西部地区の精神科救急医療施設であり、24時間の対応を可能とする。2006年11月には、一般の救急医療の第三次救急医療機関に相当する精神科救急医療センターに中国地方で初めて指定されている。

## 診療科
- 精神科
  - デイケア・ナイトケア附設
- 内科
- 心療内科
- 皮膚科
- 麻酔科
- 歯科
- 放射線科

## 医療機関の指定等
- 保険医療機関
- 指定自立支援医療機関（精神通院医療）
- 精神保健及び精神障害者福祉に関する法律（昭和25年法律第123号）に基づく指定病院又は応急入院指定病院
- 精神保健指定医の配置されている医療機関
- 生活保護法指定医療機関
- 原子爆弾被害者医療指定医療機関
- 原子爆弾被害者一般疾病医療取扱医療機関
- 臨床研修指定病院（協力型）
- 依存症専門医療機関

## 周辺の施設
- ワイテック中野工場

## 交通アクセス
- JR西日本山陽本線中野東駅下車、徒歩12分。